# Porte-queue verdâtre
Callophrys gryneus
Espèce
Synonymes
- Lycus gryneus Hübner, 1819
- Mitoura gryneus (Hübner, 1819)
- Mitoura grynea (Hübner, 1819)

Le Porte-queue verdâtre (Callophrys gryneus) est une espèce nord-américaine de lépidoptères (papillons) de la famille des Lycaenidae et de la sous-famille des Theclinae.

## Sous-espèces
Selon FUNET Tree of Life (26 juin 2020) :
- Callophrys gryneus gryneus (Hübner, 1819)
- Callophrys gryneus smilacis (Boisduval & Le Conte, 1835)
- Callophrys gryneus nelsoni (Boisduval, 1869) — souvent considérée comme une espèce distincte (Callophrys nelsoni).
- Callophrys gryneus castalis (Edwards, 1871)
- Callophrys gryneus siva (Edwards, 1874)
- Callophrys gryneus loki (Skinner, 1907)
- Callophrys gryneus juniperaria (Comstock, 1925)
- Callophrys gryneus sweadneri (Chermock, 1945)
- Callophrys gryneus mansfieldi (Tilden, 1951)
- Callophrys gryneus deppeanaria (Johnson, 1975)
- Callophrys gryneus plicataria Johnson, 1976 — inclut le taxon barryi, parfois considéré comme une espèce distincte (Callophrys barryi).
- Callophrys gryneus rosneri Johnson, 1976 — parfois considérée comme une espèce distincte (Callophrys rosneri).
- Callophrys gryneus byrnei Johnson, 1976
- Callophrys gryneus chalcosiva Clench, 1981